# Kolej Stargardzko-Poznańska

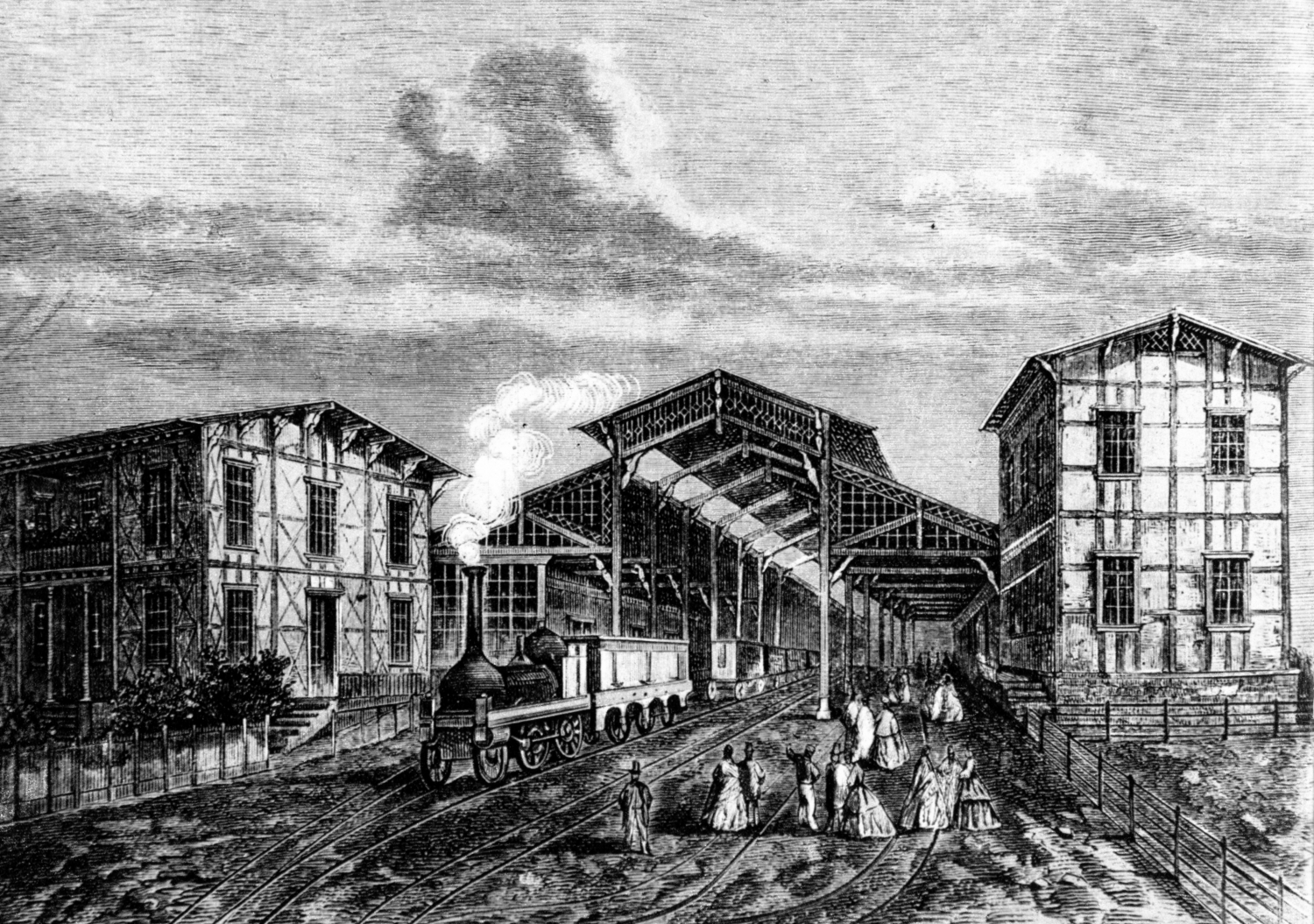
Dworzec Stargardzki w Poznaniu (1863)

Kolej Stargardzko-Poznańska (niem. Stargard-Posener Eisenbahn) – pierwsza linia kolejowa w Wielkopolsce powstała z inicjatywy Szczecina, który od 1843 miał połączenie z Berlinem, a od 1846 ze Stargardem.
Projekt budowy został zaakceptowany przez króla Fryderyka Wilhelma IV Hohenzollerna i 4 marca 1846 spółka akcyjna Towarzystwa Kolei Żelaznej Starogrodzko-Poznańskiej (niem. Stargard-Posener Eisenbahn-Gesellschaft) otrzymała koncesję na budowę linii kolejowej Stargard – Poznań.
Budowę rozpoczęto 20 marca 1846 od strony Stargardu, zaś pierwszy pociąg dotarł do Poznania 10 sierpnia 1848. W pierwszych dniach kursowania, liczni poznaniacy odwiedzający Szczecin i Wronki, zawlekli stamtąd do Poznania epidemię cholery.
Nazwy stacji przed 1945 (na odcinku Poznań Główny – Drawski Młyn w latach 1918–1939, jeśli nie podano inaczej – identyczne jak obecnie):
| - Posen Hauptbahnhof → Poznań Główny - Posen Eisenmühle → Poznań Wola - Ketsch (Wartheland) → Kiekrz - Rokstätt → Rokietnica - Pamen → Pamiątkowo - Hartschütz → Baborówko - Samter → Szamotuły - Penskau → Pęckowo - Wronke → Wronki - Antonswald → Mokrz - Mühlenfließ → Miały - Dratzigmühle → Drawski Młyn - Kreuz → Krzyż - Dragebruch → Drawiny - Waldowshof → Podlesiec - Mehrenthin → Mierzęcin Strzelecki - Woldenberg (Neumark) → Dobiegniew - Marienwalde → Bierzwnik - Augustwalde → Rębusz - Kleeberg → Słonice | - Altklücken → Stary Klukom - Arnswalde → Choszczno - Schönwerder → Ziemomyśl - Dölitz (Kr. Pyritz) → Dolice - Blumberg (Kr. Pyritz) → Morzyca - Kollin → Kolin - Strebelow → Strzebielewo Pyrzyckie - Wittichow → Witkowo Pyrzyckie - Stargard (Pommern) → Stargard - Seefeld (Pommern) → Grzędzice Stargardzkie - Madüsee → Miedwiecko - Karolinenhorst → Reptowo - Hohenkrug-Augustwalde → Szczecin Zdunowo - Altdamm → Szczecin Dąbie - Finkenwalde → Szczecin Lotnisko - Buchheide → Szczecin Zdroje - Jungfernberg → Szczecin Dziewoklicz - Stettin Hauptbahnhof → Szczecin Główny |